# Maconellicoccus hirsutus
Maconellicoccus hirsutus är en insektsart som först beskrevs av Green 1908.  Maconellicoccus hirsutus ingår i släktet Maconellicoccus och familjen ullsköldlöss. Inga underarter finns listade i Catalogue of Life.

## Bildgalleri

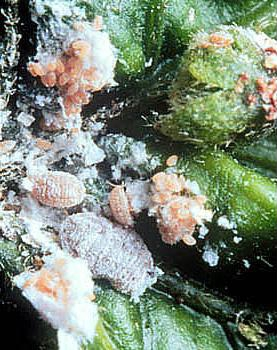
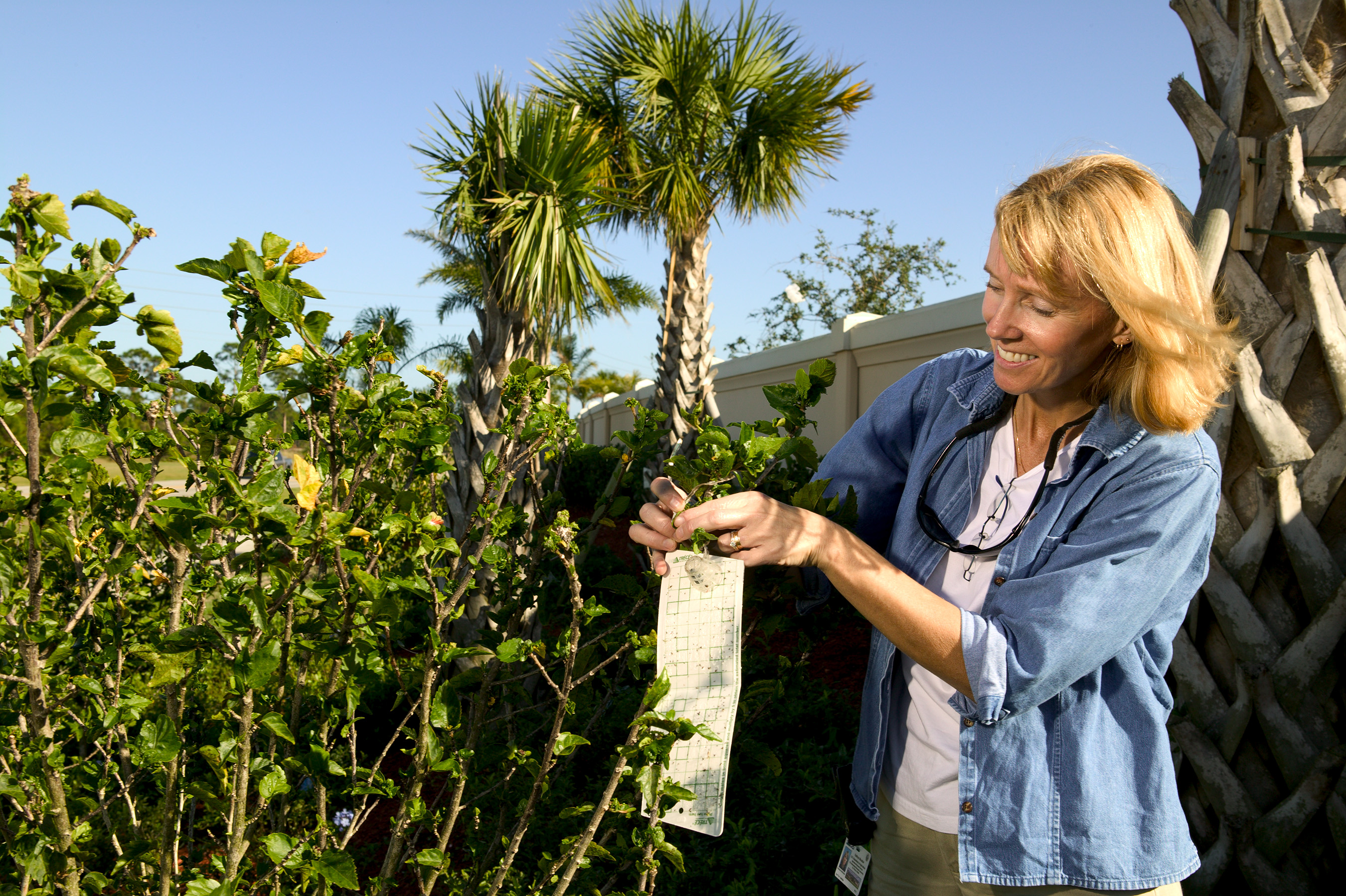
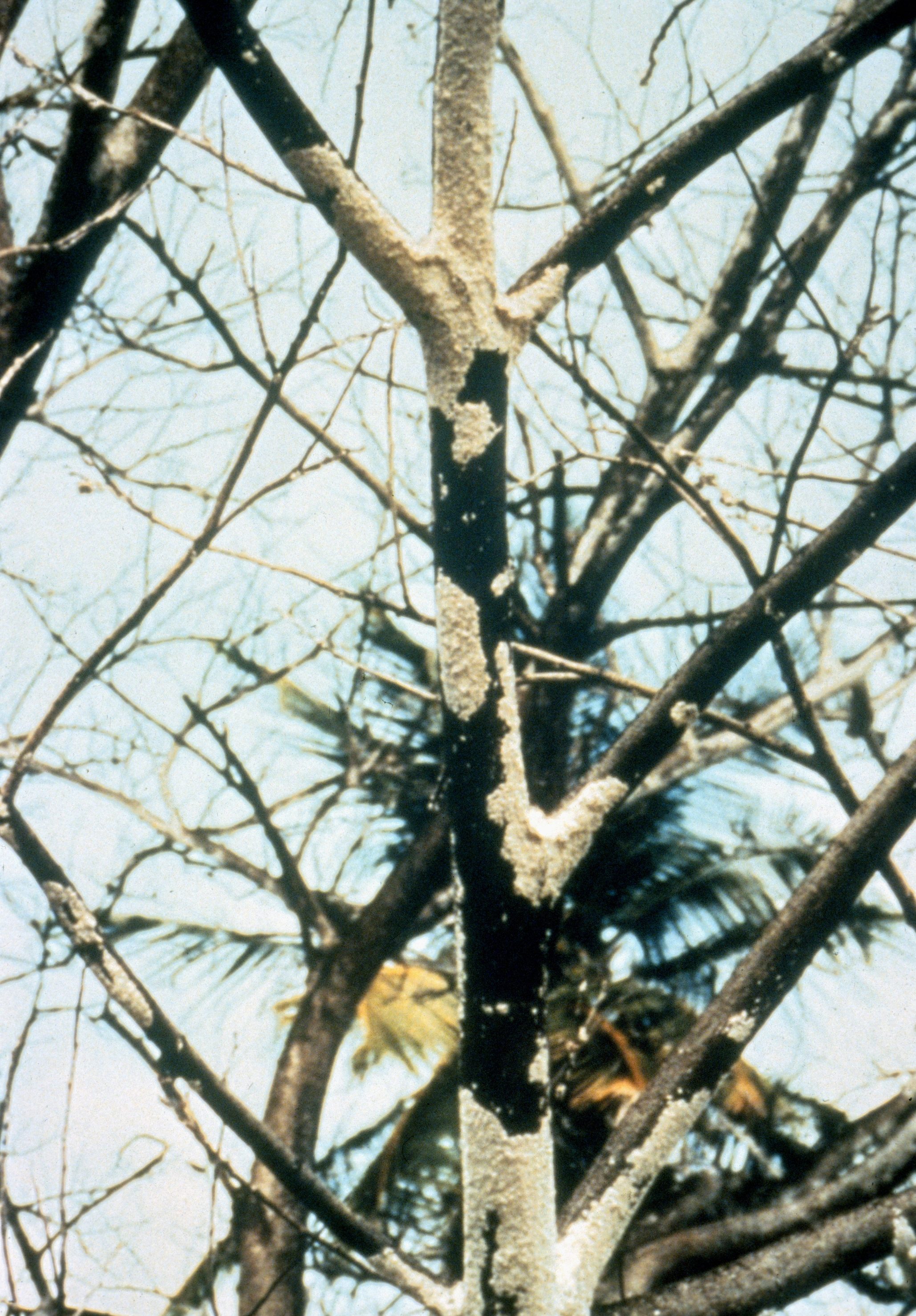
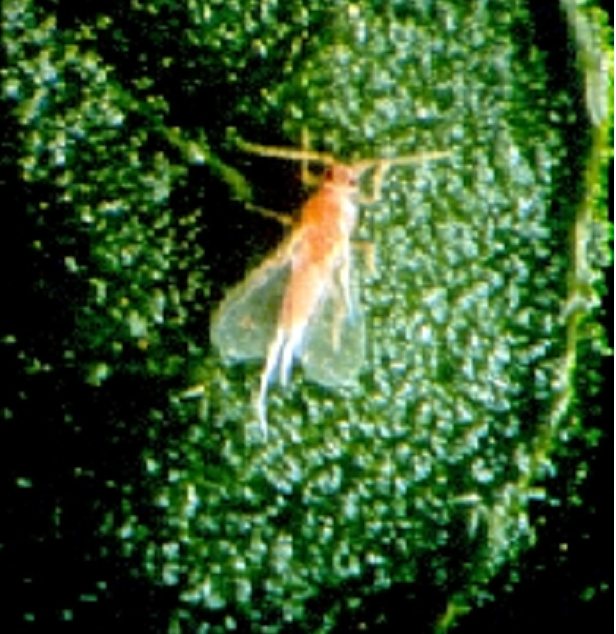